# Ремовська сільська рада
Ре́мовська сільська рада (рос. Ремовский сельский совет) — сільське поселення у складі Локтівського району Алтайського краю Росії.
Адміністративний центр та єдиний населений пункт — селище Ремовський.

## Населення
Населення — 772 особи (2019; 956 в 2010, 1036 у 2002).